# Giuseppe Rensi
Giuseppe Rensi (* 31. Mai 1871 in Villafranca di Verona; † 14. Februar 1941 in Genua) war ein italienischer, später Schweizer Rechtsanwalt und sozialistischer Philosoph.

## Leben
Rensi war der Sohn eines Arztes und seiner Frau Emilia Wallner. Nach der Schule studierte er Rechtswissenschaft zuerst in Padua, dann in Rom, wo er 1893 auch einen Abschluss erhielt. Bereits in jungen Jahren begann er sich für den Sozialismus zu interessieren. So arbeitete er bei einigen politischen Zeitschriften mit, wie Napoleone Colajannis Rivista popolare (Volksmagazin), oder der Critica Sociale (Sozialkritik) des sozialdemokratischen Politikers Filippo Turati. Auf Turatis Veranlassung ging Rensi nach Mailand, um auch bei der Zeitung La lotta di classe (Der Klassenkampf) mitzuarbeiten.
1898 musste er aufgrund politischer Unruhen in die Schweiz fliehen. In Italien wurde er in Abwesenheit zu 11 Jahren Gefängnis verurteilt. 1903 erhielt er die Schweizer Staatsbürgerschaft und wurde erster sozialistischer Abgeordneter im Parlament des Kantons Tessin. Er lebte und arbeitete in Bellinzona als Rechtsanwalt. Er heiratete die Erzieherin Perucchi Lauretta und hatte mit ihr zwei Töchter, Emilia und Algisa.
1911 erhielt er einen Lehrauftrag für Moralphilosophie in Bologna, ging aber kurz darauf nach Ferrara und Florenz. Weitere Stationen waren Messina und Genua. Beeindruckt durch den Ersten Weltkrieg, gab er seine idealistischen Vorstellungen auf und wurde Skeptiker. Erste Gedanken zu seiner skeptischen Philosophie äußerte er 1919 in seinem Werk Lineamenti di filosofia scettica (Bologna 1919; Nachdruck, Rom 2014).
Nachdem er anfänglich mit dem italienischen Faschismus sympathisierte, wurde er bald ein entschiedener Gegner. So unterzeichnete er 1925 Benedetto Croces Manifest italienischer Intellektueller gegen den Faschismus. Die Verfolgung durch das Regime begann 1927, als er von seinem Lehrauftrag zunächst beurlaubt wurde. Danach gelang es ihm zwar wieder zeitweise seiner Tätigkeit nachzugehen, aber 1930 wurden er und seine Frau mit dem Vorwurf einer politischen Verschwörung anzugehören, verhaftet. 1934 verlor er endgültig seinen Lehrstuhl, wurde aus der Universität entlassen und musste unter Arrest an einer Bibliografie Liguriens arbeiten.
Giuseppe Rensi starb am 14. Februar 1941 an den Folgen einer Bauchoperation, die mit Komplikationen verlief. Begraben ist er auf dem Friedhof von Staglieno, einem Stadtteil von Genua. Auf seinem Grabstein steht die Inschrift: ETSI OMNES NON EGO (Auch wenn alle mitmachen, ich nicht).
Seine Tochter Emilia (1901–1990) wurde eine bekannte Freidenkerin, arbeitete für die anarchistische Zeitschrift Volontà (Wille) und andere libertäre Projekte. Sie verwaltete das umfangreiche Archiv von Briefen und Dokumenten ihres Vaters, das sich nun in der Mailänder Universität befindet. Ihre Schwester Algisa Rensi ging in das Kloster von Lugo di Romagna, wo sie 1994 starb.

## Werke
- Una Repubblica italiana: il Canton Ticino, „Critica sociale“, Mailand 1899; Nachdruck Locarno, 1994
- Gli “Anciens Régimes” e la democrazia diretta. I e II ed., Bellinzona 1902. III ed., Libreria Politica Moderna, Rom 1926; Nachdruck Mailand 1995
- L’immoralismo di Nietzsche, Genua 1905.
- Le antinomie dello spirito, Piacenza 1910.
- Sic et non: metafisica e poesia, Rom 1910.
- Il genio etico ed altri saggi, Bari 1912;(Zweite Auflage 1953).
- Il fondamento filosofico del diritto, Piacenza 1912.
- Sulla risarcibilità dei danni morali, Verona 1913.
- Formalismo e amoralismo giuridico, Verona 1914.
- La trascendenza: studio sul problema morale, Turin 1914.
- Istinto, morale e religione, Bologna 1917.
- Lineamenti di filosofia scettica, Bologna 1919; Nachdruck Rom 2014
- La scepsi estetica, Bologna 1920.
- La filosofia dell’autorità, Palermo 1920; Nachdruck Catania 1993.
- Polemiche antidogmatiche, Bologna 1920.
- L’orma di Protagora, Mailand 1920.
- Principi di politica impopolare, Bologna 1920.
- Introduzione alla scepsi etica, Neapel 1921.
- Teoria e pratica della reazione politica, Mailand 1922.
- L’amore e il lavoro nella concezione scettica, Mailand 1923; Nachdruck Catania 1933.
- Dove va il mondo?, Inchiesta fra gli scrittori italiani, Rom 1923.
- L’irrazionale, il lavoro, l’amore, Mailand 1923.
- Interiora rerum, Mailand 1924; Überarbeitung von La filosofia dell’assurdo, Mailand 1937; Neuveröffentlichung Mailand 1991.
- Apologia dell’ateismo, Rom 1925; Nachdruck Rom 2013
- Realismo, Mailand 1925.
- Apologia dello scetticismo, Rom 1926.
- Autorità e libertà: le colpe della filosofia, Rom 1926; Nachdruck Neapel 2003.
- Il materialismo critico, Mailand 1927; erweitert Rom 1934.
- Spinoza, Rom 1929; erweitert Turin 1941; erweiterter Nachdruck Neapel 2014.
- Pagine di un diario intimo, Rieti 1930.
- Dal diario di un filosofo, Todi 1931; Nachdruck Imola 1998.
- Pagine di un diario, Genua 1931.
- Schizzi di uomini e di dottrine, Modena 1932.
- Le aporie della religione, Catania 1932.
- Pagine di un diario, Rom 1932.
- Passato, presente, futuro, Mailand 1932.
- Motivi spirituali platonici, Mailand 1933.
- Pagine di un diario, Turin 1934.
- Vite parallele di filosofi: Platone e Cicerone, Neapel 1934.
- Critica della morale, Catania 1935.
- Paradossi di estetica e dialoghi dei morti, Mailand 1937.
- Frammenti di una filosofia del dolore e dell’errore, del male e della morte, Modena 1937; neue überarbeitete Auflage Neapel 2011.
- Figure di filosofi: Ardigò e Gorgia, Neapel 1938.
- Autobiografia intellettuale. La mia filosofia. Testamento filosofico, Mailand 1939; Nachdruck Mailand 1989.
- Poemetti in prosa e in verso, Mailand 1939.
- La morale come pazzia, Modena 1942; Nachdruck Rom 2013
- Trasea, contro la tirannia, Mailand 1943.
- Lettere spirituali, Mailand 1943; Nachdruck Mailand 1987.
- Sale della vita (saggi filosofici), Mailand 1951.
- La filosofia dell'assurdo, Mailand, 1991; ins Französische übersetzt von J. Grenier und N. Emery, Paris 1996.
- La religione. Spirito religioso, misticismo e ateismo, Foggia 2006.
- Contro il lavoro. Saggio sull'attività più odiata dall'uomo, Camerano 2012.

## Wirken
Rensi lehrte als Professor an der Universität Genua und galt als Vertreter des Relativismus und als Anhänger der Konservativen Revolution in Italien. In seiner 1920 verfasste Schrift Filosofia dell'autorità begründete er die Notwendigkeit einer auf Gewalt beruhenden Autorität mit der absoluten Unversöhnlichkeit der Weltanschauungen, nur eine solche Autorität könne Ordnung in der Gesellschaft schaffen. Damit wurde er anfänglich zum Unterstützer des aufkommenden Faschismus in Italien. Mit seiner Schrift Apologia dell'ateismo opponierte er jedoch 1925 gegen Mussolini und gehörte zu den Unterstützern des von Benedetto Croce im selben Jahr verfassten Manifests gegen den Faschismus. Er wurde 1927 von seinem Lehrauftrag suspendiert und 1930 inhaftiert. Endgültig entlassen wurde er 1934, nachdem er weitere kritische Schriften veröffentlicht hatte.